# Agatha van der Mijn
Agatha van der Mijn (getauft 13. Mai 1700 in Amsterdam; gestorben nach 1776, vermutlich in London) war eine niederländische Malerin.

## Leben

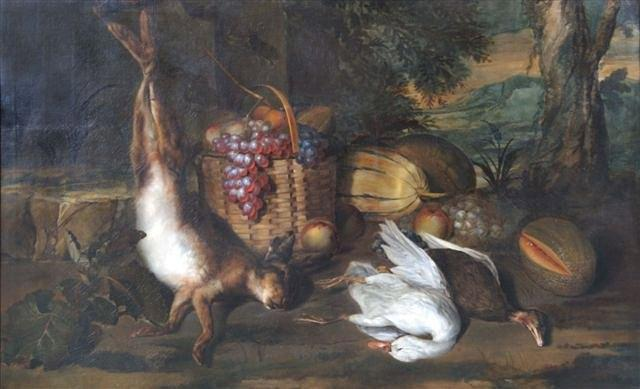
Stillleben

Agatha van der Mijn wurde am 13. Mai 1700 in Amsterdam getauft. Sie war eine Tochter des Zimmermanns Andries Heerens van der Mijn (1645–1708) und der Trijntje Hendricks (ca. 1658–nach 1727). Ihr Bruder war der Maler Herman van der Mijn, dessen Schülerin sie zusammen mit Jacoba Maria van Nickelen (1690–1749) war. Möglicherweise hat Agatha van der Mijn in England einen gewissen „Boei“, einen Maler, geheiratet.
Die Gemälde von Agatha van der Mijn lassen sich nur schwer identifizieren, da sie zusammen mit ihrem Bruder und seiner Tochter, der Malerin Cornelia van der Mijn (1709–1782), die Familienwerkstatt ihres Bruders teilte. Im Stil sind sich diese drei Maler sehr ähnlich, ebenso wie die von ihnen gewählten Themen, insbesondere Blumenstillleben und Stillleben, zumal auch Cornelia van der Mijn durch Herman ausgebildet worden war. Sie begleiteten Herman van der Mijn auf all seinen beruflichen Reisen, zunächst 1712 nach Düsseldorf, um am Hof von Johann Wilhelm II. von der Pfalz zu arbeiten, und später 1722 nach London.
Dass Agatha van der Mijn auch in London als Malerin arbeitete, zeigen zwei datierte Gemälde aus dem Jahr 1727, die 1975 bei Christie’s in London versteigert wurden. Aus Geldnot verkaufte Herman van der Mijn 1728 einige Werke in London, die nicht zu seinen Werken zählten, sondern „einige Obst- und Blumenstücke mit toten Vögeln, die hier von seiner Schwester […] Agatha van der Mijn gemalt wurden, die mit ihm kam“. Vermutlich gab es auch früher schon gemeinsame Verkäufe. Im Katalog der „Kunstkammer“ von J.G. Pauli in Breslau wird ein „Heribaldo & Agatha van der Myn“ als Schöpfer eines oder mehrerer Gemälde dargestellt, die unter anderem Tiere, Früchte und Blumen zeigen. Natürlich könnte dieses Werk auch vor seiner Abreise nach England entstanden sein.
Möglicherweise heiratete Agatha van der Mijn in London. Jan van Gool, der 1727 die Familie Van der Mijn in London besuchte, erwähnt Agatha zu der Zeit nicht als eines der Mitglieder des 22-köpfigen Haushalts ihres Bruders Herman. Er berichtete 1751, dass „eine Schwester des alten Van der Mijn den Maler Boei heiratete.“ Es ist nicht bekannt, wer dieser Boei war. Offenbar lebte Agatha bis zu ihrem Tod in England, da zwischen 1764 und 1768 drei Obststillleben von ihr auf Ausstellungen der Free Society of Artists in London gezeigt worden waren.
Agatha van der Mijn starb nach 1776 vermutlich in London. Ihre Werke sind heutzutage selten und schwer zu identifizieren, da neben Agatha und Herman van der Mijn sechs von Hermans Kindern, darunter Tochter Cornelia, als Maler tätig waren und Stillleben und Porträts malten.